# Saltos en los XXI Juegos Centroamericanos y del Caribe
Se detallan los resultados de las competiciones deportivas para la especialidad de Saltos
en los XXI Juegos Centroamericanos y del Caribe.

## Saltos
El campeón de la especialidad Saltos fue  México.

### Medallero
Los resultados del medallero por información de la Organización de los Juegos Mayagüez 2010
fueron:

#### Medallero Total
País anfitrión en negrilla. La tabla se encuentra ordenada por la cantidad de medallas de oro.
| Núm.  | País        | Oro | Plata | Bronce | Total | Orden por Total |
| ----- | ----------- | --- | ----- | ------ | ----- | --------------- |
| 1     | México      | 8   | 5     | 1      | 14    | 1               |
| 2     | Venezuela   | 0   | 2     | 3      | 5     | 2               |
| 3     | Colombia    | 0   | 1     | 3      | 4     | 3               |
| 4     | Puerto Rico | 0   | 0     | 1      | 1     | 4               |
| TOTAL | TOTAL       | 8   | 8     | 8      | 24    |                 |

Fuente: Organización de los XXI Juegos Centroamericanos y del Caribe

#### Medallero por Género
País anfitrión en negrilla. La tabla se encuentra ordenada por la cantidad de medallas de oro.
| Clasificación por Oro | País        | Hombres | Hombres | Hombres | Hombres | Mujeres | Mujeres | Mujeres | Mujeres | TOTAL | Clasificación por Total |
| Clasificación por Oro | País        |         |         |         | Total   |         |         |         | Total   | TOTAL | Clasificación por Total |
| 1                     | México      | 5       | 2       | 1       | 8       | 3       | 3       | 0       | 6       | 14    | 1                       |
| 2                     | Venezuela   | 0       | 2       | 1       | 3       | 0       | 0       | 2       | 2       | 5     | 2                       |
| 3                     | Colombia    | 0       | 1       | 3       | 4       | 0       | 0       | 0       | 0       | 4     | 3                       |
| 4                     | Puerto Rico | 0       | 0       | 0       | 0       | 0       | 0       | 1       | 1       | 1     | 4                       |
| TOTAL                 | TOTAL       | 5       | 5       | 5       | 15      | 3       | 3       | 3       | 9       | 24    |                         |

Fuente: Organización de los XXI Juegos Centroamericanos y del Caribe

### Múltiples Ganadores
El tablero de multimedallas para la de los XXI Juegos Centroamericanos y del Caribe Mayagüez 2010 
presenta a los deportistas destacados que conquistaron más de una medalla en las competiciones de Saltos realizadas en Mayagüez, Puerto Rico.
Fuente: 
Organización de los XXI Juegos Centroamericanos y del Caribe Mayagüez 2010. 
| Clasificación del País | Clasificación del Total | Deportista        | País      | Disciplina |   |   |   | Total |
| 1                      | 29                      | Paola Espinoza    | México    | Saltos     | 3 | 0 | 0 | 3     |
| 2                      | 72                      | Yahel Castillo    | México    | Saltos     | 2 | 1 | 0 | 3     |
| 3                      | 226                     | Alejandro Islas   | México    | Saltos     | 1 | 0 | 1 | 2     |
| 4                      | 298                     | Arantxa Chávez    | México    | Saltos     | 0 | 2 | 0 | 2     |
| 5                      | 336                     | Sebastián Villa   | Colombia  | Saltos     | 0 | 1 | 2 | 3     |
| 6                      | 350                     | Emilio Colmenares | Venezuela | Saltos     | 0 | 1 | 1 | 2     |